# Siergiej Szczepichin
Siergiej Ariefjewicz Szczepichin (ros. Сергей Арефьевич Щепихин; ur. 1 października 1880, zm. 18 marca 1948) – rosyjski generał major. 

## Życiorys
Pochodził z rodziny ober-oficera Uralskiego Wojska Kozackiego. Ukończył Orenburski Nieplujewski Korpus Kadetów, Nikołajewską Szkołę Kawalerii, Nikołajewską Akademię Sztabu Generalnego (w 1908). Służbę rozpoczął w 2 Uralskim Pułku Kozackim (1900), następnie był ober-oficerem do poruczeń przy sztabie Omskiego Okręgu Wojskowego, ober-oficerem do poruczeń przy sztabie Kijowskiego Okręgu Wojskowego (styczeń 1914). 
Był uczestnikiem I wojny światowej, m.in. sztab-oficerem do poruczeń przy Wydziale generał-Kwatermistrzostwa sztabu 3 Armii Frontu Południowozachodniego (sierpień 1914), starszym adiutantem tego Wydziału (jako podpułkownik, grudzień 1914). Uczestnik wojny rosyjsko-japońskiej 1904–1905. 
W wojnie domowej w Rosji m.in. uczestnik Wielkiego Syberyjskiego Marszu Lodowego jako szef sztabu 2 Syberyjskiej Armii.